# Princípio da descentralização em saúde
O Princípio da descentralização em saúde é a DIRETRIZ do Sistema Único de Saúde (SUS) que o estrutura ao organizar os três entes governamentais federados,  a União, os Estados e  os Municípios, para cooperar entre si  e operativizar o preceito Constitucional do artigo 196 . Este princípio da descentralização encontra-se estabelecido na Constituição Federal da República Federativa do Brasil de 1988 (CRFB), no artigo 198. Institui-se, nesse artigo, que as ações e serviços públicos de saúde devem formar parte de uma organização regionalizada e hierarquizada, e que devem constituir um sistema único. A primeira diretriz para este sistema é precisamente a descentralização. 
A criação do SUS em 1990 pela lei 8080, fez que o dever do Estado de promover políticas sociais e econômicas para a promoção, proteção e recuperação da saúde seja descentralizado. Assim, se tornou uma responsabilidade da União, os Estados e os Municípios conjuntamente.
Com a descentralização foi possível a incorporação de novos atores ao cenário nacional, atingindo uma aproximação da sociedade com o Estado, e possibilitando o aparecimento de ricas experiências locais. A descentralização, assim, junto com a integralidade e universalidade, representa o processo de consolidação de conquistas do direito à saúde como uma questão de cidadania .

## Breve história
Os conflitos políticos relacionados à divisão territorial do poder tiveram início no período colonial e as origens do pacto federativo remontam ao Império. No decorrer da história, observa-se a alternância entre períodos de centralização e descentralização, relacionados aos regimes autoritários e à vigência da ordem democrática, que alteraram as relações de poder da União, os Estados e os governos locais. Nos anos 1990 foi possível implementar um programa amplo de estabilização econômica, encaminhar importantes reformas constitucionais e estabelecer limitações fiscais aos entes subnacionais. Tais mudanças alteraram o funcionamento das instituições federativas brasileiras, sendo uma dessas alterações o fortalecimento dos municípios no sistema político nacional, que são então transformados em entes federativos com o mesmo status jurídico-constitucional dos Estados e da União. Agora os governos locais são igualmente responsáveis por grande parte das políticas públicas, definidas como competências comuns aos três entes . 
Entre 1980 e 2001 foram instalados 1.570 municípios no País .
A autora Luciana Dias de Lima identifica cinco ciclos de descentralização e regionalização na política de saúde do Brasil. No primeiro, entre 1983 e 1992,  a descentralização torna-se bandeira do movimento liderado pelos governos estaduais e municipais em prol de maior autonomia decisoria e financeira. Foi acompanhada de propostas de reforma Constitucional e uma nova organização do poder democrático. O segundo ciclo, inicia-se na primeira metade da década de 1990 (vai até 1995), e caracteriza-se pelas tentativas de fortalecimento da gestão municipal, apoiadas pelo maior aporte de recursos para os entes municipais. O processo de descentralização fica dependente da capacidade de produção e faturamentos dos serviços de saúde. A partir de 1993, houve avanços com a ampliação doa Conselhos de Representação dos Secretários Municipais de Saúde (Cosems) e institucionalização das Comissões Intergestores Bipartites (CIB) nos Estados. O terceiro ciclo da descentralização da política de saúde é marcado pela Norma Operacional Básica de 1996, quando se institui um processo redistributivo de recursos financeiros do Ministério da Saúde para os municípios por meio de transferências per capita e incentivos para a adoção do Programa Saúde da Família.
A partir desse terceiro ciclo, pode- se dizer que houve um enfraquecimento do pacto nacional a favor do SUS. Os resultados da descentralização brasileira na saúde são contraditórios e altamente dependentes das condições prévias locais. O quarto ciclo ocorre no período entre o ano 2001 e 2005. Começa com a edição da Norma Operacional de Assistência à Saúde, que enfatizou o processo de regionalização do SUS como estratégia fundamental para o avanço da descentralização e ampliação do acesso às ações e serviços de saúde. No último ciclo, do ano 2006 ao 2010, são lançados os Pactos pela Saúde que trazem com si uma nova concepção de regionalização em que se admite que a organização espacial do sistema de saúde deva levar em conta diversidade do território brasileiro e buscar a complementariedade entre as regiões (fortalecimento da pactuação política entre os entes federados e na diversidade econômica, cultural e social para a redefinição das “regiões de saúde”).

## A regionalização
A regionalização na saúde também é um princípio norteador da organização político-territorial  do SUS. A lei 8.080/1990 expõe, no artigo 7, que as ações e serviços públicos de saúde e os serviços privados contratados ou conveniados, devem ser desenvolvidos de acordo com o manifesto no artigo 198 da CRFB. Outrossim adiciona que a descentralização política e administrativa terá direção única em cada esfera de governo e que haverá um ênfase na descentralização dos serviços para os municípios e uma regionalização e hierarquização da rede de serviços de saúde. 
Pode-se chamar a regionalização como uma estratégia adotada pelo SUS  ou a  ferramenta operacional mais importante da  descentralização , para organizar as competências e distribuir as responsabilidades dentro do Estado em matéria de saúde. Envolve a transferência de poder decisório, de gestão de prestadores e de recursos financeiros, antes concentrados na esfera federal, para Estados e, principalmente, para os municípios .
A fortaleza desta estratégia se encontra no fato que os municípios estão informados por ideologias e experiências diversas e em que fomentar o poder decisório de cada uma de estas entidades promove a democratização e incorpora novos atores sociais , melhorando a eficiência das medidas tomadas e os mecanismos de accountability nas políticas públicas. Com a aplicação deste princípio se respeita o desenho federativo do Brasil e se atende aos interesses territoriais da nação .
A regionalização requer, então, que seja transferida a responsabilidade aos municípios pela saúde de sua população, como também os recursos para exercer as funções de controle, planejamento, coordenação, etc. Para que a descentralização leve à concretização do direito constitucional à saúde os gestores estaduais e da União devem coordenar esses sistemas municipais. Assim, o SUS empreenderá numa direção única.

## Desafios e problemas da descentralização
Com a lei 8080 de 1990, os municípios foram os que converteram-se nos responsáveis pela execução de políticas públicas. Eles são os mais próximos às pessoas, à comunidade. Assim, os outros dois entes se  preponderantemente no planejamento e financiamento das políticas públicas (SISTEMA ÚNICO DE SAÚDE). 
Um dos desafios que o princípio da descentralização enfrenta é que a maioria dos municípios brasileiros não tem arrecadação própria significativa e depende das transferências intergovernamentais de recursos, com limitada capacidade de aumentar seu grau de autonomia política e financeira a partir do processo de descentralização . 
Também é um desafio a cooperação entre os três entes federativos de que depende o sucesso do SUS para a efetivação dos mandatos constitucionais relacionados com a saúde. Um dos elementos que tensiona estas relações intergovernamentais refere-se ao predomínio de competências comuns aos três entes no terreno das políticas sociais (artigo 23 da CRFB) e do caráter concorrente da União e dos Estados no que diz respeito à temática legislativa (artigo 24 da CRFB), associado à insuficiência dos mecanismos de coordenação federativa existentes . No Brasil optou-se por uma modalidade de federalismo cooperativo que introduz a possibilidade de execução conjunta e admite a participação de mais de uma esfera política nas tarefas governamentais . Isto permite maior flexibilidade na distribuição de responsabilidades em situações de expressivas desigualdades, como é a brasileira . 
Mesmo assim, o estabelecimento das obrigações e a responsabilidade das três esferas do Estado não foram definidas com precisão, e geram uma lacuna e uma situação de insegurança jurídica.
Existe, do mesmo jeito, um elevado risco de atomização desordenada dessas partes do SUS (dos municípios), permitindo que um sistema municipal se desenvolva em detrimento de outro, ameaçando, até mesmo, a unicidade do SUS. Há que se integrar, harmonizar e modernizar, com equidade, os sistemas municipais , como já foi mencionado anteriormente.

## Legislação
1. Constituição da República Federativa do Brasil de 1988
2. Lei 8080/90- Lei Orgânica da Saúde
3. Normas Operacionais Básicas (Nob 01/96)